# Zichy-barlang
A Zichy-barlang (románul: Peștera Vadu Crișului) cseppkőbarlang Románia területén, a Király-erdőben, a Sebes-Körös völgyében. Rév (Körösrév, románul Vadu Crisului) közelében található. Nevét a turistamozgalmat támogató Zichy Ödön grófról kapta. Szervezetileg a Körösvidéki Múzeumhoz tartozik. Hossza 2,7 kilométer, ebből 680 méter látogatható. Három fő járata van, az egyikben barlangi medve csontjait találták meg.
A barlangból ömlik ki a kijáratnál még kristálytiszta vizű Styx patak. A barlang klímája csillapítja a köhögést.
A Zichy-barlangban rákok, férgek, gombák élnek. A révi szoros és a barlang élővilága 1953 óta (más forrás szerint 1955[forrás?]) védett: a növényvilág gazdagságában csak a Tordai-hasadék múlja felül. A szorosban 80 moha- és 13 orchideafaj él és megtalálható itt a ritka hiúz.
Egy 2003. augusztusi Transindex tudósítás szerint azonban a barlang szemetes és nem működik a világítása, csak lámpával érdemes bemenni. Egy másik forrás szerint sok cseppkövet letörtek, a falak koromfoltokkal szennyezettek.
A barlang összeköttetésben áll a révtízfalui Handl-barlanggal (Öreg-barlang) – ezt 1912-ben vízfestéses módszerrel igazolták is, de még senkinek sem sikerült átjutni egyikből a másikba.

## Megközelíthetősége
Közúton Réven keresztülhaladva a szoros bejáratáig mintegy 4 kilométer az út. A Sebes-Körös völgyében halad a Nagyvárad–Kolozsvár-vasútvonal, amelynek Zichybarlang néven megállója is van.

## Néhány kőformáció-név

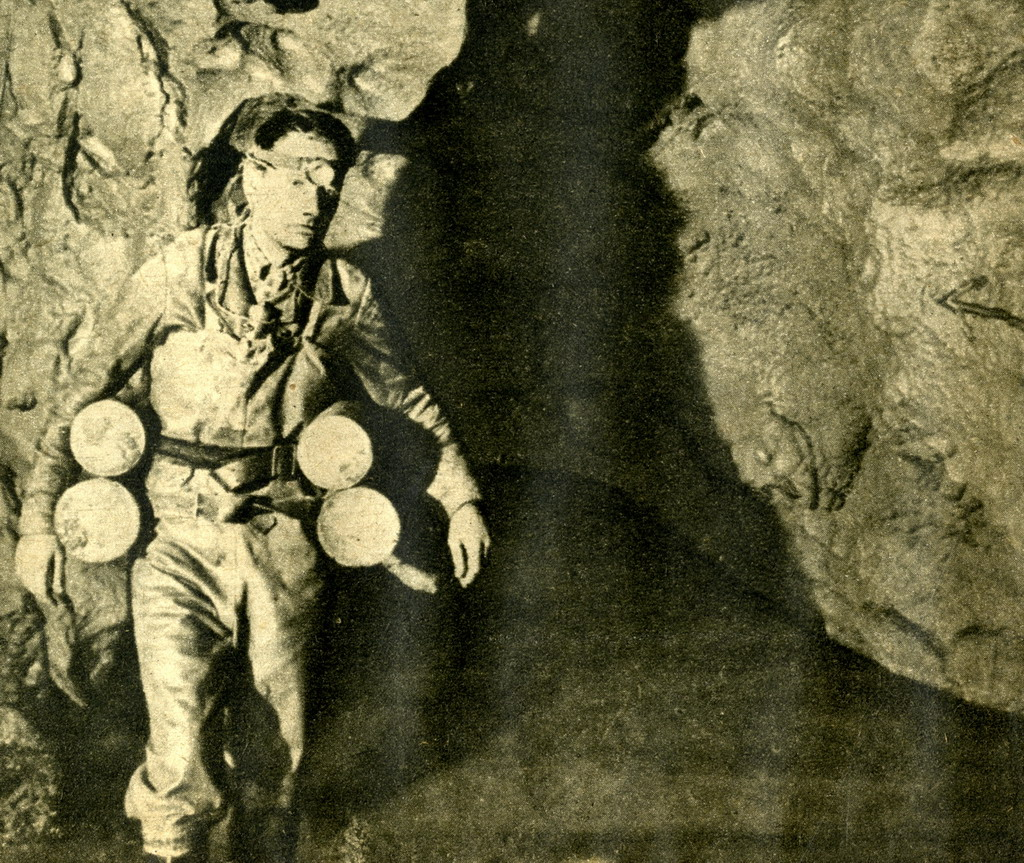
A révi Zichy-barlang tavának leküzdéséhez használt eszközök

- Bálna
- Elefántfej
- Elefántcsonttorony
- Földgömb
- Kórus
- Lótusz
- Mohamed paradicsoma
- Mohamed pipatóriuma
- Mohamed szarkofágja
- Mohamed szakálla
- Mohamed testőrsége
- Orgona
- Perszephoné fürdőszobája
- Pokol
- Purgatórium
- Szárnyas oszlop
- Szomorúfűz
- Tizenhárom vértanú
- Vámpír
- Zászlóterem

[forrás?]

## Története
A barlangot 1903-ban tárták fel. A feltárást Veress István révi református lelkész, Handl Károly vasúti pályafelvigyázó, Csák Andor és a magyar turizmus atyjaként is emlegetett Czárán Gyula kezdték. A barlangra Handl Károly bukkant rá, miután rájöttek, hogy a révtízfalui patak itt bukkanhat elő a föld mélyéről és berobbantottak egy háromnegyed méter vastag sziklát. A feltárt barlang ünnepélyes felavatására 1905. augusztus 27-én került sor. A cseppkőformációknak a feltárók adtak nevet.
Az 1920-as trianoni békeszerződés, vagyis Erdély Romániához való csatolása után a barlang és környéke leromlott, Észak-Erdély visszacsatolása után azonban 1941. április 27-én az Erdélyi Kárpát-egyesület (EKE) jelentős helyreállítási munkákba kezdett, amelyek során új fahíd is épült, hogy a barlang könnyebben megközelíthető legyen. 1942 szeptemberében Kessler Hubert, az aggteleki cseppkőbarlang igazgatója újabb 250 métert tárt fel, ezzel a barlang ismert hossza egy kilométerre nőtt.
A feltárók márvány emléktábláját, Balázs Gyula adományát az 1943. október 16–17-én tartott Mátyás-túra alkalmával leplezték le október 17-én.

## Érdekesség
A Transindex cikke szerint 1942-ben a barlangban határsértést követett el egy kutatócsoport, ugyanis abban az időben a magyar-román határ a második bécsi döntés értelmében a barlang felett húzódott.

## Külső hivatkozások
- Lámpa nélkül ne lépj be! Archiválva 2007. október 12-i dátummal a Wayback Machine-ben – Transindex, 2003. augusztus 18.
- Térkép és fotók a barlangról
- Zichy barlang
- Pestera Vadu Crisului – YouTube-video